# 富水 (长江)
富水，位于中国湖北省东南部，是长江中下游右岸支流，河长194千米，流域面积5250平方千米。

## 干流概况
富水上游称厦铺河，发源于湖北省通山县西南，鄂赣交界的太阳山北麓，河源处由小坑源、黄荆源、西隅源3源组成，以小坑源为主源，三源于西隅口汇合，向北流经通山县厦铺镇、望江岭水库，过通山县城通羊镇转东流，流入富水水库库区。干流出富水水库进入阳新县境，向东流经排市镇、阳新县城兴国镇，至富池镇富池口汇入长江。
干流上游峡谷由石灰岩构成，岩溶发育；通山县朱家坝至阳信县排市，两岸为较开阔的丘陵；排市到富池口河段，两岸为平坦的湖积平原，湖泊星罗棋布。

## 流域概况
富水流域地跨湖北省通山县、阳新县、大冶市及江西省修水县和瑞昌县。水系发育，呈羽状，两岸支流分布较对称。流域地处北亚热带湿润气候，年均气温16.6℃，年无霜期240～280天，年均降水量1530毫米，年蒸发量981.6毫米。流域年均净流量42.56亿立方米，干支流水力资源理论蕴藏量9.66万千瓦。